# Pierre Drieu La Rochelle
Pierre Eugène Drieu La Rochelle (Parigi, 3 gennaio 1893 – Parigi, 15 marzo 1945) è stato uno scrittore, saggista e poeta francese.

## Biografia
Nato da una famiglia normanna della piccola borghesia e di idee nazionalistiche (la nonna materna era stata un'antidreyfusard), residente nel XVII arrondissement di Parigi e straziata dai problemi coniugali ed economici, Drieu La Rochelle studia alla École Libre des Sciences Politiques (Libera scuola di scienze politiche). È bocciato all'esame finale e, sentendosi preclusa la carriera diplomatica che sognava di intraprendere, pensa per la prima volta al suicidio, tentazione costante durante la sua vita. Nel 1914 parte per il fronte; esce traumatizzato dalla esperienza della prima guerra mondiale e ne trae ispirazione per scrivere la raccolta di novelle La comédie de Charleroi, che sarà pubblicata nel 1934.
Nel 1917 sposa Colette Jéramec, sorella di André Jéramec, suo migliore amico, dalla quale divorzia nel 1921. Colette era una ricca borghese di origini ebraiche e, nonostante avessero in seguito avuto un rapporto amichevole, il contatto con la famiglia e l'ambiente della moglie, così diversa dalla propria, potrebbe aver fomentato il futuro antisemitismo di Drieu, che, seppur meno aggressivo di quello di Céline, Maurras o Brasillach, manifesterà apertamente nelle sue opere. Si sposerà poi in seconde nozze con Olesia Sienkiewicz, ma anche il secondo matrimonio finirà col divorzio a causa delle numerose infedeltà di Drieu con i suoi atteggiamenti dandy; nota è la sua relazione ad esempio con Christiane Renault, moglie di Louis, fondatore della celebre casa automobilistica.
Sempre nel 1917 la Nouvelle Revue Française pubblica Interrogation, il suo primo libro. Vicino ai surrealisti ed ai comunisti negli anni 1920, si interessa anche all'Action Française, senza aderire a nessuno di questi movimenti, e stringe amicizia con Louis Aragon. Si fa conoscere, nel 1922, con un saggio, Mesure de la France, e pubblica diversi romanzi. In quel periodo conosce la scrittrice argentina Victoria Ocampo, alla quale resterà sempre legato. Nel saggio Genève ou Moscou, nel 1928, prende posizioni filoeuropeiste, che lo portano ad avvicinarsi successivamente ad alcuni ambienti padronali, in particolar modo all'organizzazione Redressement français, diretta da Mercier, e poi a certe correnti del Partito radicale, alla fine degli anni 1920 e all'inizio degli anni 1930.
Nelle settimane che seguono le manifestazioni antiparlamentari del 6 febbraio 1934, collabora alla rivista La Lutte des Jeunes e si dichiara fascista, scorgendovi una soluzione alle proprie contraddizioni e un rimedio a ciò che considera la decadenza materialistica delle società moderne. In ottobre, pubblica il saggio Socialisme fasciste e si colloca nel solco del primo socialismo francese, quello di Saint-Simon, Proudhon e Charles Fourier. Il fascismo di Drieu La Rochelle è segnato da venature ecologiste e nazional-europeiste, e dal superamento del vecchio nazionalismo, finito nelle trincee della prima guerra mondiale. Per La Rochelle le vecchie ideologie, quella liberale e quella marxista, così come le categorie della politica, destra e sinistra, non sono più in grado di interpretare il mondo così come si stava evolvendo. Il primo saggio del volume è una critica al marxismo, al mito della lotta di classe e della rivoluzione proletaria. Il secondo è un confronto tra le filosofie di Marx e di Nietzsche, con una evidente preferenza per quest'ultimo. Il socialismo del fascismo è, per La Rochelle, l’aspirazione ad una maggiore giustizia sociale, una terza posizione che non cada nell’utopia e nell’astratto egualitarismo. Questa scelta intellettuale lo conduce ad aderire nel 1936 al Partito Popolare Francese, partito filo-fascista e socialista nazionale fondato dal futuro collaborazionista Jacques Doriot, e a diventare, fino alla sua rottura con il PPF all'inizio del 1939, editorialista della pubblicazione del movimento L'Émancipation Nationale. 
Nel 1935 aveva compiuto il suo primo viaggio in Germania, e assistito ad un raduno del Partito nazista a Norimberga.
Sempre nel 1939 redige il suo romanzo più noto, Gilles. Riesce ad evitare l'arruolamento venendo riformato per motivi di salute. 

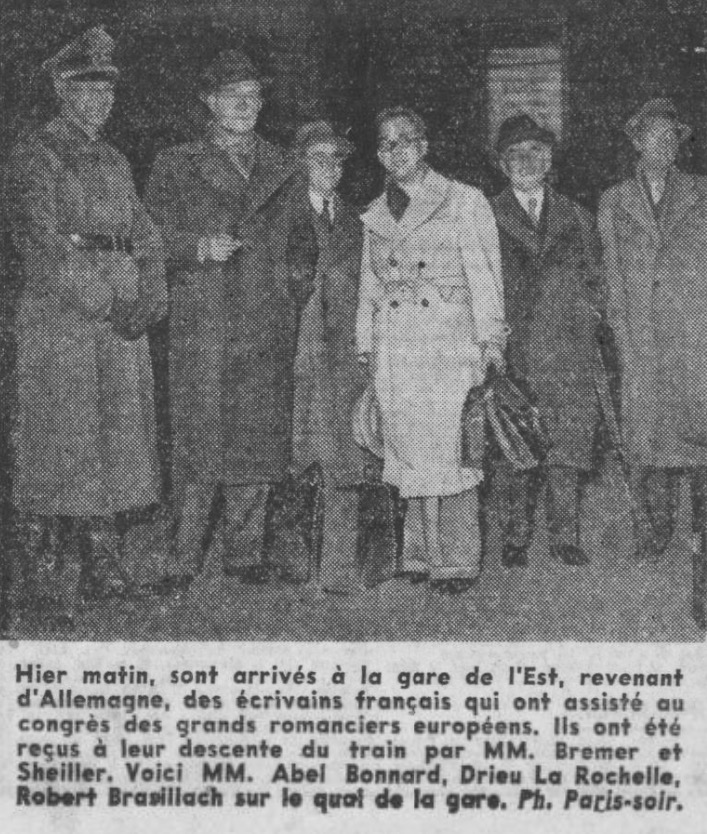
Al ritorno da un viaggio in Germania nel 1941, presenti anche Bonnard e Brasillach.

Durante il governo di Vichy e l'occupazione tedesca diventa direttore della Nouvelle Revue Française (NRF), incarico che tiene dal 1940 fino alle sue dimissioni nel luglio 1943 e scrive anche su Je suis partout; si schiera a favore di una politica di collaborazione con la Germania, che egli spera si metta alla testa di una sorta di "Internazionale fascista" vicina al nazionalsocialismo. Nel 1941 compie il secondo viaggio in Germania con altri intellettuali e politici collaborazionisti, su invito di Joseph Goebbels. Dopo le dimissioni, rivolge il suo impegno allo studio delle religioni orientali, lasciando la politica. Durante l'occupazione frequenta anche Ernst Jünger, che lo apprezza (al contrario di Céline, non amato dal tedesco per il suo eccessivo antisemitismo); Jünger parla nelle sue memorie delle "simpatiche figure di Abel Bonnard e Drieu La Rochelle, contro il quale nel 1915 ho scambiato colpi di fucile". In seguito allo sbarco in Normandia e la liberazione di Parigi nel 1944, rifiuta di rifugiarsi a Sigmaringen con il governo collaborazionista in esilio, ed è costretto a nascondersi.
Louis-Ferdinand Céline scrisse di Drieu nel 1943: 

### Il suicidio
Sarà aiutato da alcuni amici, perché ricercato dalla resistenza, tra cui l'ex moglie Colette Jéramec. Sia André Malraux sia Louis Aragon (che Drieu aveva protetto - nonostante una rottura personale di anni prima - durante l'occupazione, chiedendo al tenente Heller, responsabile della censura francese per la Propagandastaffel, di non fare nulla contro di lui) promisero a Drieu che non avrebbe avuto nulla da temere per la sua vita. Madame Murphy, che Drieu aveva fatto liberare da un campo di internamento, lo invita nella propria dimora.

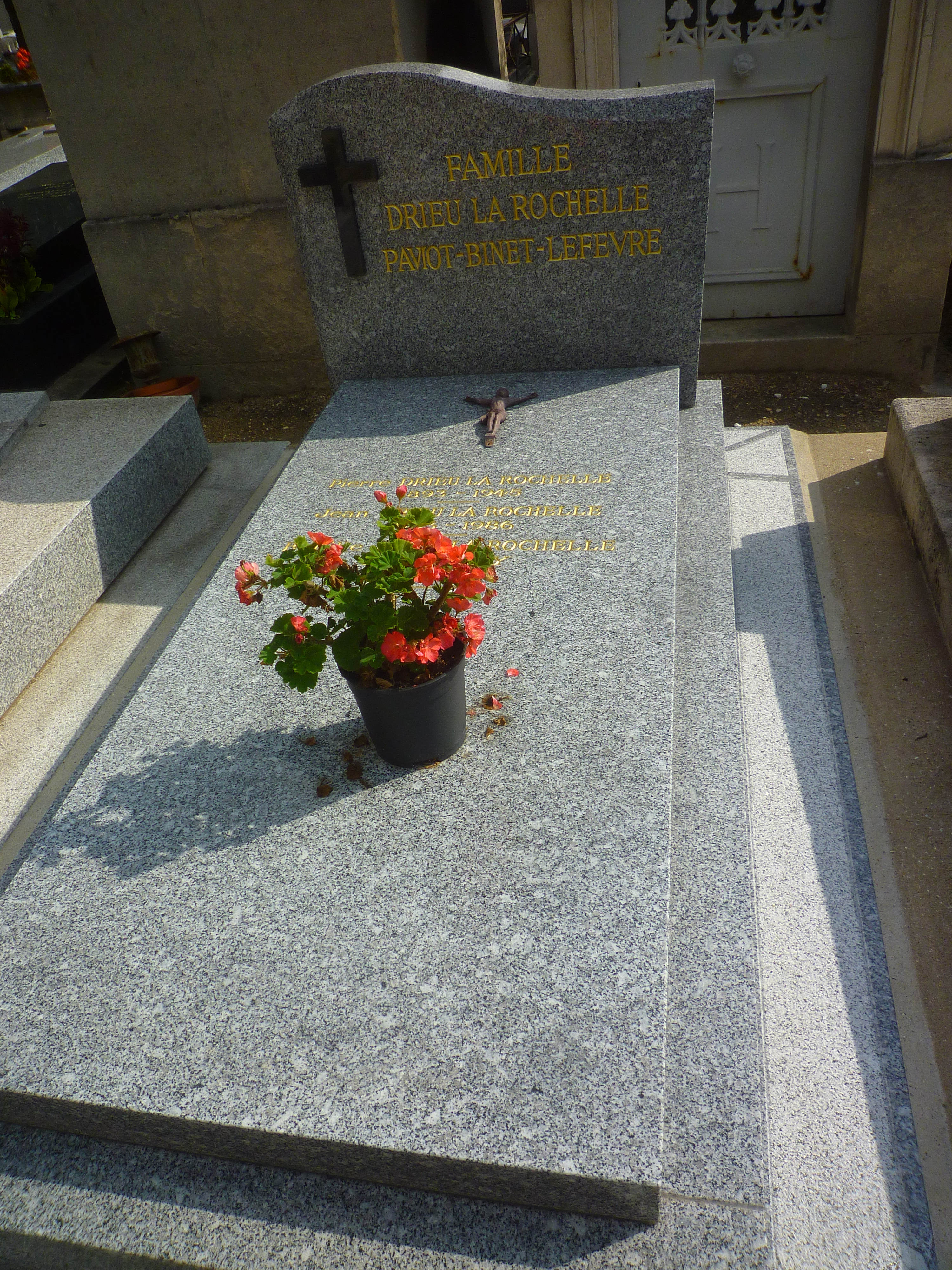
Tomba di Drieu La Rochelle e della sua famiglia

Tuttavia, dopo due tentativi falliti di suicidio nell'agosto 1944, tramite overdose di Luminal (fenobarbital) e taglio delle vene (intervallati da un ricovero in ospedale), il 15 marzo 1945 i giornali annunciano un mandato di cattura contro di lui da parte del governo di De Gaulle. Dopo la condanna a morte di Brasillach, Drieu La Rochelle temette che una simile sorte potesse capitare anche a lui. Il giorno successivo, la sua cuoca, Gabrielle, lo trovò morto, seduto su una sedia vicino al lavandino della cucina: aveva staccato il tubo del gas e ingerito nuovamente una dose letale di fenobarbital. È sepolto nel cimitero detto "vecchio" di Neuilly-sur-Seine.
(Diario di un delicato)

### Posterità
Dal 2012 è uno degli autori inclusi nella Bibliothèque de la Pléiade, con la raccolta Récits, Romans et Nouvelles.

## Opere
- Interrogation (1917, raccolta di poesie); ed. bilingue La Finestra editrice, Lavis, 2015, ISBN 978-8895925-65-3
- Fond de cantine (1920, raccolta di poesie)
- État-civil (1921, romanzo); trad. Lo stato civile, Longanesi, 1967, Bietti, 2016
- Mesure de la France (1922, saggio)
- Plainte contre inconnu (1924, raccolta di poesie)
- L'homme couvert de femmes (1925, romanzo); trad. L'uomo pieno di donne, Passigli Editore, 1995
- Le Jeune Européen (1927, saggio); trad. Il giovane europeo, Aspis, 2019 trad. e cura di Marco Settimini
- Genève ou Moscou (1928, saggio); trad. Ginevra o Mosca, Settimo Sigillo, 2017
- Blèche (1928, romanzo); trad. di Chiara Manificat, Eclettica ed., 2022
- Une femme à sa fenêtre (1930, romanzo); trad. Una donna alla finestra, GOG Edizioni, 2017 trad. e cura di Marco Settimini ISBN 978-88-8578-803-9 - Una donna alla finestra, Mattioli 1885, Fidenza 2018 trad. di Olivia Rusconi Krzentowski ISBN 978-88-6261-646-1
- L'Europe contre les patries (1931, saggio); ed. bilingue La Finestra editrice, Lavis 2015 ISBN 978-8895925-67-7
- Le Feu Follet (1931, romanzo); trad. Fuoco fatuo, Sugar, 1963; Garzanti, 1966; SE, 1987;  Fuoco fatuo, trad. di Maurizio Ferrara, Passigli, 2016; da questo romanzo Louis Malle ha tratto nel 1963 l'omonimo film
- Drôle de voyage (1933, romanzo); trad. Che strano viaggio, Rusconi Editore, 1971, Strano viaggio, Passigli, 1996
- Journal d'un homme trompé (1934, raccolta di novelle); trad. Diario di un uomo tradito, Sellerio, 1992
- La comédie de Charleroi (1934, raccolta di novelle); trad. La commedia di Charleroi, Edizioni dell'Albero, 1963, Società Editrice Barbarossa, 1981; Fazi Editore, 2007
- Socialisme fasciste (1934, saggio); trad. Socialismo fascista, E.G.E. 1973; Ritter, 2009
- L'agent double (1935, racconto); trad. L'agente doppio, Edizioni di Ar, Padova, 2002
- Béloukia (1936, romanzo)
- Doriot ou la vie d'un ouvrier français (1936, saggio)
- Avec Doriot (1937, saggio)
- Rêveuse Bourgeoisie (1937, romanzo); trad. Piccoli borghesi, Longanesi, 1969; Theoria, 2017
- Gilles (1939, romanzo censurato, la versione integrale uscirà nel 1942); trad. Sugar, 1961, Giometti & Antonello, 2016
- Ne plus attendre (1941, saggio); trad. it. a cura di Giuseppe Panella, Non si può più attendere, Firenze, Editrice Clinamen 2015.
- Notes pour comprendre le siècle (1941, saggio); trad. Appunti per comprendere il secolo, Arktos, 1988; Edizioni all'Insegna del Veltro, 2016, Note per comprendere il secolo, Aragno, 2018,
- L'homme à cheval (1943, romanzo); trad. L'uomo a cavallo, Il Sigillo, 1978; Guanda, 1980, Edizioni di Ar, Padova, 2002
- Les chiens de paille (1944, romanzo); trad. I cani di paglia, Edizioni all'insegna del Cavallo Alato, 1964, Guanda, 1982
- Le chef (1944, dramma); trad. Il capo, Settecolori, 1989
- Mémoires de Dirk Raspe (1944, romanzo incompiuto pubblicato nel 1966); trad. Memorie di Dirk Raspe, Sugar, 1968, SE, 1996
- Récit secret suivi de Journal 1944-1945 et d'Exorde (1961, memorie); trad. Racconto segreto, seguito da Diario 1944-1945, e da Esordio, Longanesi, 1965, SE, 1986
- Histoires déplaisantes (1963, raccolta postuma di novelle)
- Socialismo, Fascismo, Europa, a cura di Jean Mabire, Giovanni Volpe Editore, 1964
- Journal d'un délicat (1963, romanzo postumo); trad. Diario di un delicato, Edizioni all'Insegna del Veltro, 1987, SE, 1998
- Journal 1939-1945 (1992, memorie postume); Diario (1939-1945), Il Mulino, 1995
- Amarti non è stato un errore, lettere 1929-1944 (corrispondenza con Victoria Ocampo), Archinto, 2011
- Lettere aperte ai Surrealisti, Robin, 2016